# Манастир (Просек)
Манастир (на македонска литературна норма: Манастир) е раннохристиянска православна базилика, чиито руини са открити в археологическия обект Просек, край град Демир Капия, централната част на Северна Македония.

## Описание
Руините на базиликата са на високото 40 m ридче Манастир, в северозападното подножие на Постралец, на десния бряг на Вардар, срещу основната крепост на Просек и западно под Кула на Постралец. Построена е в Късната античност и около нея има много гробове. Върху средния кораб на базиликата в X – XI век е изградена нова църква. На югоизток има манастирски обекти. Разкопани са в 1950 – 1952 година и са датирани по многобройни монети от XI – XIII век.